# Банковская система Вьетнама
Банковская система Вьетнама — система кредитно-финансовых учреждений Социалистической Республики Вьетнам, состоящая из Государственного банка Вьетнама, специализированных государственных банков, акционерных коммерческих банков, совместных и иностранных банков.

## История развития
Банковская система Вьетнама стала двухуровневой с апреля 1988 года, когда помимо Государственного банка Вьетнама правительство начало создавать специализированные госбанки и разрешило создание частных кредитных организаций. Первые банки со смешанным акционерным капиталом появились в 1989 году, контрольный пакет акций в их уставном капитале мог принадлежать как государству, так и частным лицам. Основную часть капитала в создание акционерных банков вложили государственные предприятия, крайне заинтересованные в эффективной банковской системе. В 1993 году число акционерных банков составило 31 с капиталом около 9 млн долларов у каждого. К 1996 году количество акционерных банков достигло 51, но затем в результате активизации процесса слияний и поглощений сократилось до 35. С введением в 1990 году нового банковского законодательства количество банков в стране увеличилось почти до 100, все специализированные госбанки при этом получили статус самостоятельных коммерческих банков со 100%-м государственным капиталом. В то же время Государственный банк Вьетнама получил классические полномочия и функции центрального банка, прежде всего по проведению денежной и валютной политики, эмиссии национальной валюты и по осуществлению надзора за банковской системой.
В октябре 1994 года был принят закон, согласно которому все денежные операции внутри Вьетнама должны осуществляться только во вьетнамских донгах. 
В марте 1995 года банковский сектор Вьетнама получил доступ к системе SWIFT. Приход на вьетнамский финансовый рынок иностранных банков стимулировал последовательный рост перечня предоставляемых банковских услуг. 
Азиатский финансовый кризис затронул и банковскую систему Вьетнама. В связи с этим вьетнамские финансовые власти ввели ряд ограничительных мер. В частности, теперь для получения кредитов у иностранных банков вьетнамским фирмам нужно было получать разрешение Государственного банка Вьетнама. В целях борьбы со спекуляциями национальной валютой в конце 1997 года Государственный банк Вьетнама ввёл для иностранных банков жёсткие лимиты на форвардные контракты во вьетнамских донгах.
В 2000—2001 годах впервые были предприняты действия по внедрению услуги интернет-банкинга (это сделал Incombank).
По состоянию на 2011 год на финансовом рынке Вьетнама функционировало 80 банков различной формы собственности.

## Уставный капитал вьетнамских банков
По состоянию на 2008 год минимальный размер уставного капитала для создания нового банка во Вьетнаме равнялся 1000 трлн донгов (62,8 млн долларов США). Только у государственных вьетнамских банков и нескольких крупных акционерных банков (ACB, Sacombank) размеры уставного капитала превышают данный норматив. Размеры уставных капиталов остальных акционерных банков далеко отстают от данной нормы. Более того, Государственный банк Вьетнама разработал предварительное предложение по повышению минимального размера уставного капитала до 3000 трлн донгов (190 млн долларов США). Эта мера приведёт к тому, что около 50 % акционерных банков столкнутся с проблемой капитализации, а следовательно, вынуждены будут пойти на слияния или поглощения.

## Специализированные государственные банки
В 2008 году на государственные банки приходилось 70 % кредитного рынка Вьетнама (в 2002 приходилось 74 %). К 2011 году во Вьетнаме действовало 5 крупнейших банков со 100%-м участием государства в уставном капитале, которые занимаются, в первую очередь, кредитованием населения и продвижением пластиковых карт:
- Банк сельского хозяйства и развития деревень Вьетнама (Agribank) — банк с уставным капиталом 380 млн US$, кредитует аграрный, лесной, рыболовецкий сектор, располагает наибольшей сетью филиалов (имеет главные филиалы во всех провинциях Вьетнама и тысячи филиалов во всех округах страны).
- Внешнеторговый банк Вьетнама (Bank of Foreign trade, Vietcombank) — банк с уставным капиталом 350 млн US$, финансирует 60—70 % всех внешнеторговых операций Вьетнама, имеет корреспондентские отношения с более чем 1200 банками из 100 стран, в том числе со многими российскими.
- Банк инвестиций и развития Вьетнама (Bank for Investment and Development of Vietnam, BIDV) — банк с уставным капиталом 330 млн US$, активно кредитует промышленные и торговые предприятия.
- Банк промышленности и торговли Вьетнама (VietinBank) — до 2009 года назывался Промышленно-коммерческий банк Вьетнама (Industrial and Commercial Bank (Incombank)), банк с уставным капиталом 310 млн US$, создан в 1988 году, по состоянию на 2008 год имел 98 отделений и 345 сберкасс в городах и селах Вьетнама, активно занимается лизинговыми операциями и кредитованием на разные сроки промышленных и торговых предприятий.
- Housing Bank of Mekong Delta (MHB)

## Частные (акционерные) банки
В 2008 году на акционерные банки приходилось 16 % кредитного рынка Вьетнама (в 2002 приходилось 14 %). В 2011 году банковский сектор Вьетнама включал в себя 37 акционерных банков, которые занимаются, в первую очередь, кредитованием малого и среднего бизнеса. По данным Госбанка Вьетнама на 2008 год, средняя величина уставного капитала среди вьетнамских акционерных банков равнялась 12,5—19 млн долларов. Крупнейшие из них:
- Сайгонский промышленно-торговый банк (Saigon Thuong Tin Commercial Bank (Sacombank)) — самый крупный вьетнамский акционерный банк (уставный капитал на 2008 год — 118 млн долларов США);
- Азиатский коммерческий банк (Asia Commercial Bank (АСВ) — второй по величине вьетнамский акционерный банк (уставный капитал на 2008 год — 69 млн долларов США);
- Северно-Азиатский банк (ЕАВ);
- Технико-коммерческий банк (Techcombank) — банк основан в 1993 году, имеет сеть из более 130 отделений по всему Вьетнаму, 20 % уставного капитала принадлежит конгломерату HSBC через его дочерний банк The Hongkong and Shanghai Banking Corporation;
- Военный банк (Military bank);
- Вьетнамский экспортно-импортный банк;
- Морской коммерческий банк.

## Совместные банки
К 2011 году во Вьетнаме было создано 5 банков со смешанным вьетнамским и иностранным капиталами (совместных банков):
- Вьетнамско-Российский Совместный Банк;
- Четыре совместных банка, созданные госбанками на паритетных началах с банками из Южной Кореи, Индонезии, Таиланда и Малайзии.

## Филиалы иностранных банков
В 2011 году банковская система Вьетнама включала в себя филиалы 33-х крупнейших иностранных банков. Главным направлением их деятельности является корпоративное кредитование.

## Проблемы функционирования банковской системы
Несмотря на достигнутые успехи, в XXI век банковская система Вьетнама вошла отсталой и малоэффективной. Основными проблемами банковского сектора были чрезвычайно низкое соотношение объёма банковских депозитов к размеру ВВП, подавляющее преобладание наличных расчетов (объём наличных денег в обращении был вчетверо больше, чем в странах ASEAN), отсутствие системы обработки банками платежей и услуг по сделкам, неразвитость рынка капитала, неэффективное правовое регулирование банковской деятельности, недостатки учёта, низкая квалификация служащих и менеджмента, высокая бюрократизация и высокий же уровень коррупции. Примером последнего является скандал 1996 года, связанный с фирмой «Тамек-со», которая получила крупный кредит от одного из государственных банков под ипотеку имущества непомерно завышенной стоимости. В результате этой махинации государственному банку, а следовательно и государству, был нанесён ущерб в 27 млн долларов США. Четырём виновникам этой аферы были вынесены смертные приговоры.
Вместе с тем, превышение спроса над предложением на банковском рынке и общее несовершенство рыночных механизмов и институтов Вьетнама обеспечивают высокую прибыль вьетнамских банков (рост прибыли до налогообложения достигает 50 %.). По оценкам «VinaCapital» на 2008 год, уровень рентабельности их собственного капитала держался на уровне 21 % (аналогичный средний показатель у азиатских банков — 16 %), что в значительной мере является результатом их низкой капитализации.
По состоянию на 2008 год исследователи выделяли 7 основных проблем во вьетнамском банковском секторе: 
1. Низкий уровень распространенности банковских услуг — в 2008 году в банках Вьетнама обслуживалось всего 6 млн банковских счетов, из которых 5 млн — счета частных лиц, что составляет около 6 % общего количества вьетнамских семей. Действительный эффективный потенциал рынка втрое выше имеющегося уровня. Причина кроется в слабом развитии инфраструктуры банковских услуг (банки обладают очень небольшими филиальными сетями), особенно в сельских районах. В результате, более чем 70 % жителей страны просто не имеют свободного доступа к банковским услугам. Этой ситуацией пытаются воспользоваться крупнейшие банки Вьетнама (Vietcombank, ACB, Sacombank, Techcombank), активно расширяющие свои розничные сети.
2. Существенное превышение роста объемов депозитов и кредитов над ростом ВВП — вьетнамские банки ежегодно увеличивают объём выданных кредитов более чем на 24 %. Однако экономисты утверждают, что при 7%-ном ежегодном росте ВВП Вьетнама рост объёма кредитов может быть на уровне лишь 14-20 %. Вступления Вьетнама в ВТО в 2007 году ещё больше подтолкнул рост объема кредитов. Крупным банкам очевидно это не угрожает, а вот для банков помельче это может оказаться слишком большим риском.
3. Высокомонополизированный и одновременно слишком фрагментарный банковский рынок — в 2008 году рынок вьетнамских банковских услуг действовал как олигополия, где доминировало несколько государственных банков, доля предоставленных кредитов которыми составляла около 70 % общего объема. На долю более 70 негосударственных банков приходилось лишь 30 % общего объема.
4. Недостаточная прозрачность качества кредитного портфеля — только 11 из 1000 заемщиков во Вьетнаме имеют кредитные истории, банки редко обмениваются информацией о кредитной истории клиентов, а кредитное бюро имеет данные только о самых крупных заемщиках. Выдача кредитов осуществляется исходя из отношения банка к заемщику. Качественный анализ кредитоспособности проводится только в отношении крупных частных клиентов. Проблемы также возникают из-за внешнего вмешательства в процесс принятия решения о выдаче кредита, а также из-за низкого профессионализма. Отсутствие инфраструктуры информационных технологий профессионального анализа целесообразности выдачи кредита также является проблема кредитной отрасли.